# Верховная центральная правящая хунта королевства
Верховная центральная правящая хунта королевства (также известная как Верховная центральная хунта, Верховный совет и Хунта Севильи; исп. Junta Suprema Central) формально была испанским правящим органом власти, который получил исполнительные и законодательные полномочия во время наполеоновской оккупации Испании. Она была основана 25 сентября 1808 года после победы Испании в битве при Байлене и после того, как Кастильский совет объявил недействительными отречения Карла IV и Фердинанда VII в Байонне в начале мая. Она действовала до 30 января 1810 года. Изначально она была сформирована из представителей провинциальных хунт и впервые собралась в Аранхуэсе под председательством графа Флоридабланки, насчитывая 35 членов.

## Истоки создания
Верховная центральная хунта возникли из политической неразберихи, последовавшей за отречением дома Бурбонов. Испанское правительство, включая Совет Кастилии, первоначально приняло решение Наполеона о предоставлении испанской короны его брату Жозефу. Народ Испании, однако, почти единогласно отверг планы Наполеона и выразил свою оппозицию через местные муниципальные и провинциальные правительства. Следуя традиционной испанской политической теории, согласно которой монархия была договором между монархом и народом (см. «Учение о власти» Франсиско Суареса), местные правительства отреагировали на кризис, превратившись в правительственные хунты (исп. junta — «совет», «комитет» или «правление»).
Эта трансформация, тем не менее, привела к ещё большей путанице, поскольку не было центральной власти, и большинство хунт не признавали высокомерного заявления других хунт о том, что они представляют монархию в целом. В частности, хунта Севильи захватила власть над заморскими колониями из-за исторической роли этой провинции как основного перевалочного пункта империи. Понимая, что для координации усилий против французов и использования британской помощи необходимо единство, несколько провинциальных хунт — Мурсия, Валенсия, Севилья и Кастилия-Леон — призвали к созданию центральной хунты. После серии переговоров между хунтами и дискредитированным Советом Кастилии Верховная центральная хунта встретилась в Аранхуэсе. Хунта служила суррогатом отсутствующего короля и королевского правительства, и ей удалось пригласить представителей местных провинций и заморских владений встретиться в так называемых «чрезвычайных и общих кортесах испанской нации», называемых так, поскольку это был единый законодательный орган для всей империи, члены которого должны были создать для неё конституцию.

## Действия хунты
Как было согласовано в ходе переговоров, Верховная центральная хунта состояла из двух представителей, избранных хунтами столиц пиренейских королевств, составляющих испанскую монархию. Вначале хунта отвергла идею установления регентства, что означало бы концентрацию исполнительной власти в руках небольшой группы людей, и взяла на себя эту роль, требуя обращения к себе «Ваше величество». Хунта была вынуждена покинуть Мадрид в ноябре 1808 года и находилась в Севильском Алькасаре с 16 декабря 1808 года до 23 января 1810 года. (Отсюда и название «Хунта Севильи»; не следует путать её с более ранней провинциальной хунтой).
Хунта приняла на себя руководство военными действиями и установила военные налоги, организовала армию Ла-Манчи и подписала 14 января 1809 года договор о союзе с Великобританией. Когда стало очевидно, что война продлится дольше, чем первоначально предполагалось, в апреле 1809 года хунта вновь подняла вопрос о созыве кортесов и 22 мая издала королевский указ об этом. Комитет, возглавляемый Гаспаром Мельчором де Ховельяносом, предпринял для этого необходимые юридические и материально-технические усилия.
Хунта также согласилась, что «заморские королевства» пришлют по одному представителю. Эти «королевства» были определены в королевском приказе хунты от 22 января 1809 года как «вице-королевства Новой Испании, Перу, Нового королевства Гранада и Буэнос-Айреса, а также независимые генерал-капитанства острова Куба, Пуэрто-Рико, Гватемалы, Чили, провинции Венесуэлы и Филиппин». Эта схема была подвергнута критике в Америке за неравное представительство заморских территорий. Несколько важных и крупных городов остались без прямого представительства в Верховной центральной хунте. В частности, Кито и Сукре, которые считали себя столицами королевств, возмущались тем, что их относят к большему «королевству» Перу. Волнения привели к созданию хунт в этих городах в 1809 году, которые в конечном итоге были подавлены властями в течение года. (См. Эквадорская война за независимость и Война за независимость Боливии) Тем не менее, в начале 1809 года правительства столиц вице-королевств и генерал-капитанств избирали представителей в Хунту, хотя никто из них не успел прибыть вовремя.
Однако военное положение Испании под командованием хунты резко ухудшилось. К началу 1810 года испанские войска потерпели несколько серьёзных военных неудач — битва при Оканье, битва при Альба-де-Тормес — во время которых французы не только нанесли им большой урон, но и взяли под свой контроль южную Испанию и вынудили правительство отступить в Кадис, последний рубеж обороны на испанской земле. (Подробнее см. Осада Кадиса) В свете этого 29 января 1810 года Центральная хунта самораспустилась и учредила Регентский совет Испании и Индий в составе пяти человек, которому было поручено завершить созыв кортесов.

## Регентский совет Испании и Индий
Во время правления Регентского совета Испании и Индий произошло почти полное восстановление материковой части Испании и созыв кадисских кортесов, которые разработали конституцию Испании 1812 года. Совет состоял из генерала Франциско Хавьера Кастаньоса, государственных советников Антонио де Эсканьо, Франсиско Сааведры и Эстебана Фернандеса де Леона, а также епископа из Оренсе Педро де Кеведу-и-Кинтано; никто из них не участвовал в Верховной центральной хунте. Фернандес де Леон в первый же день был заменён на Мигеля де Лардисабаль-и-Урибе — временного члена Хунты, представляющего Новую Испанию — по состоянию здоровья. Регентство утвердило спорное решение о созыве кортесов как однопалатного органа (изначальные королевские указы хунты не упоминали о сословиях). После того, как 24 сентября 1810 года начали свою работу кортесы, они приняли на себя законодательные полномочия и надзор за регентским советом.
Роспуск Верховной центральной хунты стал переломным моментом в войнах за независимость в Испанской Америке. Большинство испанских американцев не видели причин для признания этого осколка правительства, который постоянно находился под угрозой захвата французами, и начали работать над созданием местных хунт, чтобы обеспечить независимость от французов. Хунты были успешными в Новой Гранаде (Колумбия), Венесуэле, Чили и Рио-де-ла-Плата (Аргентина). Менее успешные, хотя и серьёзные движения происходили во всей Центральной Америке. Хотя хунты утверждали, что они действуют во имя свергнутого короля, как и пиренейские хунты ранее, их создание дало возможность людям, которые выступали за полную независимость, публично и безопасно продвигать свою повестку дня, инициировав двадцатипятилетний военный конфликт, который привёл к получению независимости большей части испанской Америки.

## Члены хунты
| Арагон : - Франсиско Палафокс-и-Мельчи - Лоренцо Кальво де Росас Астурия: - Гаспар Мельчор де Ховельянос - Маркиз де Кампосаградо Канарские острова: - Маркиза де Вильянуэва-дель-Прадо Старая Кастилия: - Лоренцо Бонифаз и Кинтано - Франсиско Хавьер Каро Каталония: - Маркиз де Виль - Барон де Сабазона Кордова: - Маркиза де ла Пуэбла де лос Инфантес - Хуан де Диос Гутьеррес Рабе Эстремадура : - Мартин де Гарай - Феликс Овалле Галиция: - Эль Конде де Химондэ - Антонио Абалле Гранада: - Родриго Рикельме - Луис де Фюнес Хаэн: - Франсиско Кастанедо - Себастьян де Хокано |  | Леон: - Хоакин Флорес-Осорио-и-Тейшейру-де-ла-Каррера, Висконде-де-Кинтанилья-де-Флорес - Монах Антонио Вальдес Мадрид: - Конде де Альтамира и Маркиз де Асторга - Педро де Сильва Майорка: - Томас де Вери - Конде де Аяманс Мурсия: - Граф Флоридабланка - Маркиз дель Вильяр Наварра: - Мигель де Баланца - Карлос де Аматрия Севилья: - Хуан де Вера и Дельгадо, архиепископ Лаодикии, а затем епископ Кадисский (занимал пост президента центральной хунты) - Конде де Тилли Толедо: - Педро де Риберо - Хосе Гарсия де ла Торре Валенсия: - Конде де Контамина - Педро Каро-и-Суреда, маркиз де ла Романа Секретарь хунты: - Лоренцо Бонавия |  |